# Jirishanca
Le Jirishanca ou Jirishanca Grande (pour le différencier du Jirishanca Chico) est une montagne péruvienne d'une altitude de 6 094 mètres située dans la cordillère Huayhuash. Il est le 10e plus haut sommet du pays et le 3e de la cordillère. Son nom en langue quechua signifie le « bec du colibri ».

## Géographie
Ce sommet est l'un des plus célèbres de la cordillère Huayhuash. Avec une altitude de 6 094 m, il est situé à la frontière de la région d'Ancash et de la région de Huánuco, dans les provinces de Bolognesi (district de Pacllón) et de Lauricocha (district de Queropalca) respectivement.

## Histoire
En 1939, un groupe d'alpinistes conduit par Hans Kinzl réalise une série de tentatives de première ascension du sommet, qui est classé comme « très difficile ». Ce n'est qu'en juillet 1957 qu'il est vaincu par les deux Autrichiens Toni Egger et Siegfried Jungmeir. Les expéditions suivantes ont peu de succès. Dans les années 1980, la voie vers le sommet est pratiquement inaccessible, mais dans les années 1990 les tentatives reprennent.
Le 16 novembre 1954, un petit bimoteur appartenant à la compagnie TAM (Transportes Aéreos Militares) effectuant la liaison Pucallpa - Lima, s'écrase sur son versant sud-est, avec 29 personnes à son bord ; des années plus tard, plusieurs expéditions sont organisées pour aller récupérer les dépouilles dans la carcasse de l'avion. Aujourd'hui, des restes de la carlingue peuvent être observés depuis les rives de la Laguna Solterococha. Certaines parties ont été récupérées et transférées à l'école de formation des sous-officiers de la PNP, basée dans la ville de Yungay.

## Ascensions notables
- 1957 : première par Toni Egger et Siegfried Jungmeir
- 1969 : face ouest par Riccardo Cassin et les Ragni di Lecco[2]
- 2003 : face sud est par Aymeric Clouet et Didier Jourdain[3]
- 2022 : Première ascension de l'éperon sud-sud-est du Jirishanca, par la voie Reino Hongo (1 000 m, M7 AI5+ 90°) du 21 au 23 juillet par Alik Berg et Quentin Roberts[4]
- 2022 : Josh Wharton, Vince Anderson (en) par la voie Suerte (1 100 m, 5.13a, M7, WI6), en face est[5]